# Sepideh Farsi
Pour les articles homonymes, voir Sepideh et Farsi.
Sepideh Farsi (en persan : سپیده فارسی) est une réalisatrice iranienne, née en 1965 à Téhéran.

## Biographie
Née en 1965 à Téhéran, d’un père travaillant dans le génie civil et d’une mère sans emploi, Sepideh Farsi participe à de nombreuses manifestations en les photographiant. Elle est arrêtée à l'âge de 16 ans pour avoir caché un dissident politique et emprisonnée pendant huit mois à Macchad. A sa sortie, elle est interdite d’université et s’exile en France,.
Elle arrive à Paris en 1984 et étudie les mathématiques. Elle a 19 ans et est finalement davantage attirée par les arts visuels. Elle commence à créer des photographies avant de réaliser ses premiers courts métrages. Une de ses premières réalisations est un documentaire consacré à la diaspora iranienne, Le monde est ma maison. Elle poursuit avec, en 2000, le portrait d'un cinéaste indien, sobrement intitulé Homi D. Sethna, Film-maker, qui reçoit le Prix FIPRESCI au Festival de Bombay, puis en 2001 avec Hommes de feu consacré cette fois aux pompiers de Téhéran. En 2003, elle réalise une œuvre de fiction sur le thème de l'identité, Le Voyage de Maryam, un film entre fiction et reportage qui suit l'itinéraire d'une jeune femme iranienne vivant à Paris et revenant chercher son père dans les rues de Téhéran : photo jaunie en main, elle interroge les passants et les commerçants.
En 2007, elle tourne un nouveau documentaire, Harat. Au printemps 2008, à nouveau dans des pérégrinations dans Téhéran, elle réalise un film avec un téléphone portable (en raison des restrictions gouvernementales sur le tournage). Ce film montre divers aspects de la vie dans la capitale iranienne : chauffeurs de taxi, femmes dans un salon de coiffure, jeunes hommes parlant de drogue, rappeur iranien, etc. En 2009, elle est membre du jury du meilleur premier film lors du Festival international du film de Locarno. En 2014, elle tourne une nouvelle fiction, en Grèce avec des acteurs iraniens ; Red Rose brise les tabous du cinéma iranien en incluant des scènes de sexe et en évoquant les relations entre la jeune génération contestataire et la génération qui avait contesté le régime du Chah.

## Filmographie
- 1998 : Le monde est ma maison
- 2000 : Homi D. Sethna, Film-maker
- 2003 : Le Voyage de Maryam[7],[8]
- 2003 : Rêves de sable (Khab-e khak)
- 2005 : Le Regard[9]
- 2007 : Harat
- 2009 : Téhéran sans autorisation, documentaire[5]
- 2014 : Red Rose[10],[6]
- 2017 : 7 Pardeh (7 voiles), documentaire
- 2019 : 30 (+) films pour la 30ème, documentaire collectif, segment Border Boat
- 2019 : Demain, je traverse
- 2023 : La Sirène
- 2025 : Put Your Soul on Your Hand and Walk

### Presse
Articles classés par date de parution.
- Jean-Michel Frodon, « Le Voyage de Maryam : à la recherche du père dans Téhéran, sans ordre apparent », Le Monde,‎ 10 juin 2003 (lire en ligne).
- Annick Peigne-Giuly, « Intime Téhéran », Libération,‎ 11 juin 2003 (lire en ligne).
- Jérôme Provençal, « Le Regard : retour en Iran parmi les fantômes », Le Monde,‎ 6 décembre 2006 (lire en ligne).
- Isabelle Régnier, « Téhéran sans autorisation : fragments de conversation avant soulèvement », Le Monde,‎ 1er décembre 2009 (lire en ligne).
- « Téhéran sans autorisation », Le Point,‎ 23 décembre 2009 (lire en ligne).
- Noémie Luciani, « Red Rose : l’éclosion d’un amour pendant la "révolution verte" », Le Monde,‎ 8 septembre 2015 (lire en ligne).
- Jean-Pierre Perrin, « Red Rose, l’Iran sans tabou », Libération,‎ 15 septembre 2015 (lire en ligne).

### Radio
- « États du cinéma iranien », France Culture, Plan large d'Antoine Guillot, avec Sepideh Farsi et Jean-Michel Frodon, le 25 février 2023.